# 타이베이 첩운 흉기난동 사건

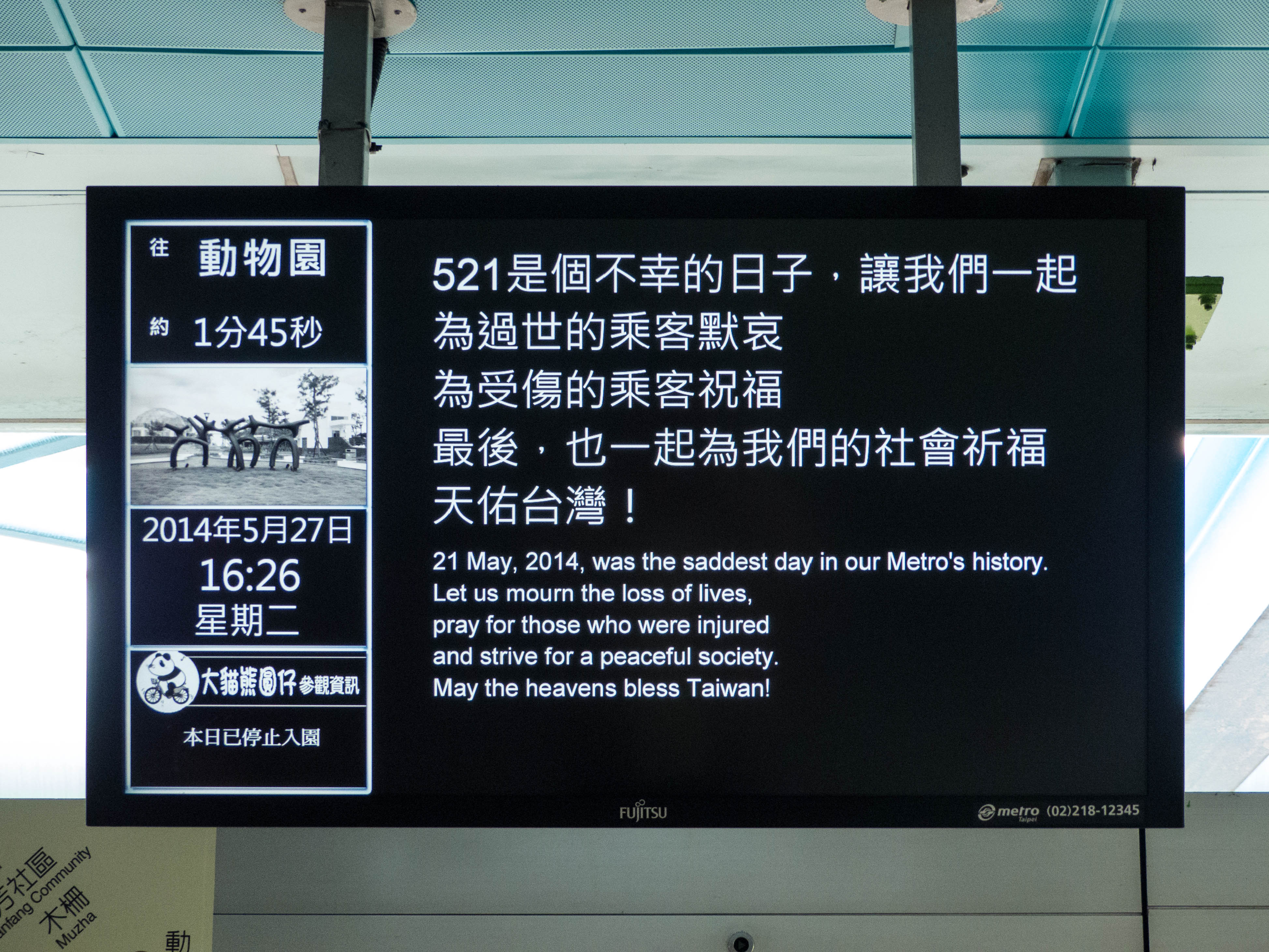
臺北捷運板橋線隨機殺人事件頭七, 2014年5月27日下午4時26分至31分間, 臺北捷運公司於北捷全線車站月臺489面液晶電視, 同時播放無聲字卡, 為死者默哀, 傷者祈福。攝於捷運中山國中站南下月臺。

타이베이 첩운 흉기난동 사건(중국어: 2014年台北捷運隨機殺人事件)은 2014년 5월 21일 중화민국 신베이시 반차오구에서 발생한 무차별 살인사건이다. 이 사건으로 4명이 사망하고 24명이 부상했다. 체포 된 피의자는 21 세의 남자 대학생이었다. 범인은 재판에서 사형을 선고 받고 2016년 5월 10일에 사형(총살형)이 집행되었다.

## 같이 보기
- 아키하바라 살인 사건
- 정인이 사건